# Bilbo Fútbol Sala
Il Bilbo Fútbol Sala è una squadra di calcio a 5 spagnola con sede a Bilbao. 

## Storia
Fondata nel 1984 come "Fútbol Sala Caja Bilbao", la squadra basca raggiunge per la prima volta la massima divisione spagnola nel 1987, cioè prima dell'istituzione della División de Honor. Il debutto in questo campionato risale alla stagione 2005-06. Nelle ultime stagioni la società ha dismesso la sezione maschile, proseguendo l'attività nel settore giovanile e nel calcio a 5 femminile.

## Rosa 2005-06
|    | Naz.              | Nome                       | Soprannome    | Ruolo     |
| -- | ----------------- | -------------------------- | ------------- | --------- |
| 1  | Spagna (bandiera) | Alfonso Pérez Bellido      | FOFI          | Portiere  |
| 13 | Spagna (bandiera) | Mario Perez Fernandez      | MARIO         | Portiere  |
| 16 | Spagna (bandiera) | Mikel García Jiménez       | MIKEL         | Portiere  |
| 3  | Spagna (bandiera) | Miguel Pavesio Rodriguez   | PAVESIO       | Difensore |
| 4  | Spagna (bandiera) | José Contreras Garcés      | CONTRERAS     | Difensore |
| 12 | Spagna (bandiera) | Rafael Hernandez Gutiérrez | RAFITA        | Difensore |
| 5  | Spagna (bandiera) | Sergio Elvira Ruiz         | SERVIO ELVIRA | Esterno   |
| 10 | Spagna (bandiera) | Evandro Marques Moreira    | EVANDRO       | Esterno   |
| 14 | Spagna (bandiera) | Jonathan Cámara Revuelta   | JONATHAN      | Esterno   |
| 6  | Spagna (bandiera) | Leandro Fernandez Amado    | LEANDRO       | Pivot     |
| 7  | Spagna (bandiera) | Roberto Pedrueza Funcia    | ROBER         | Pivot     |
| 8  | Spagna (bandiera) | Fabricio Borges Dos Santos | FABRICIO      | Pivot     |
| 9  | Spagna (bandiera) | Thiago Marques Alcantara   | THIAGO        | Pivot     |

Allenatore:  José Andrés  Muñoz Uriarte - José Andrés Muñoz